# Красунчик Антоніо
Красунчик Антоніо (італ. Il bell'Antonio) — італійсько-французький драматичний фільм 1960 року режисера Мауро Болоньїні. Це адаптація однойменного італійського роману Вітальяно Бранкаті, опублікованого в 1949 році.
Фільм був внесений до списку 100 італійських фільмів, які потрібно зберегти (100 film italiani da salvare), від післявоєнних до вісімдесятих років.

## Сюжет
З Рима до рідного містечка Ката́нії повертається прекрасний Антоніо (Марчелло Мастроянні), який прославився своїми романами в столиці. Жінки вважають його «ідеальним коханцем», однак жодна з них не може завоювати його серце. Та несподівано для себе він закохується в молоду Барбару (Клаудія Кардінале) з багатої сім’ї і одружується з нею. Та ідилія тривала недовго …

## Ролі виконують
- Марчелло Мастроянні — Антоніо Маньяно
- Клаудія Кардінале — Барбара Пуглізі
- П'єр Брассер — Альфіо Маньяно
- Ріна Мореллі — Розарія Маньяно
- Фульвія Маммі[it] — Олена Ардіццоне
- Томас Мільян[it] — Едоардо
- Йоле Ф'єрро — Маріучча
- Гвідо Челяно[it] — Кальдерана

## Нагороди
- 1960 Нагорода Міжнародного кінофестивалю у Локарно:
  - приз «Золоте вітрило» (Golden Sail) — Мауро Болоньїні[2]